# Thelodon albopictus
Thelodon albopictus är en stekelart som först beskrevs av Smith 1858.  Thelodon albopictus ingår i släktet Thelodon och familjen brokparasitsteklar. Utöver nominatformen finns också underarten T. a. elongatus.